# Isla Freycinet
Isla Freycinet är en ö i Chile.   Den ligger i regionen Región de Magallanes y de la Antártica Chilena, i den södra delen av landet, 2 500 km söder om huvudstaden Santiago de Chile. Arean är 20,8 kvadratkilometer.
Terrängen på Isla Freycinet är lite kuperad. Öns högsta punkt är 354 meter över havet. Den sträcker sig 5,6 kilometer i nord-sydlig riktning, och 7,2 kilometer i öst-västlig riktning.
Trakten runt Isla Freycinet är nära nog obefolkad, med mindre än två invånare per kvadratkilometer.